# 113 Геркулеса
113 Геркулеса (лат. 113 Herculis) — кратная звезда в созвездии Геркулеса на расстоянии приблизительно 416 световых лет (около 128 парсек) от Солнца. Возраст звезды определён как около 391 млн лет.

## Характеристики
Первый компонент (HD 175492) — жёлтый гигант спектрального класса G0, или G4III, или G7II, или G8II, или G8III. Видимая звёздная величина звезды — +4,588m. Масса — около 3,851 солнечной, радиус — около 19,669 солнечного, светимость — около 244,486 солнечной. Эффективная температура — около 5227 K.
Второй компонент (HD 175493) — белая звезда спектрального класса A0V, или A0,5, или A3, или A6V. Видимая звёздная величина звезды — +6,8m. Масса — около 2,087 солнечной, радиус — около 2,046 солнечного. Эффективная температура — около 9506 K. Орбитальный период — около 245,325 суток.
Третий компонент — красный карлик спектрального класса M. Масса — около 129,66 юпитерианской (0,1238 солнечной). Удалён в среднем на 2,344 а.е..
Четвёртый компонент (UCAC3 226-165108) — оранжевая звезда спектрального класса K. Видимая звёздная величина звезды — +11,1m. Радиус — около 2,5 солнечного, светимость — около 2,299 солнечной. Эффективная температура — около 4496 K. Удалён на 34,4 угловой секунды.
Пятый компонент (UCAC3 226-165103) — оранжевый гигант спектрального класса K. Видимая звёздная величина звезды — +11,1m. Радиус — около 24,68 солнечного, светимость — около 133,058 солнечной. Эффективная температура — около 3946 K. Удалён от первого компонента на 36,9 угловой секунды, от четвёртого компонента на 9,1 угловой секунды.